# 希臘輕裝部隊

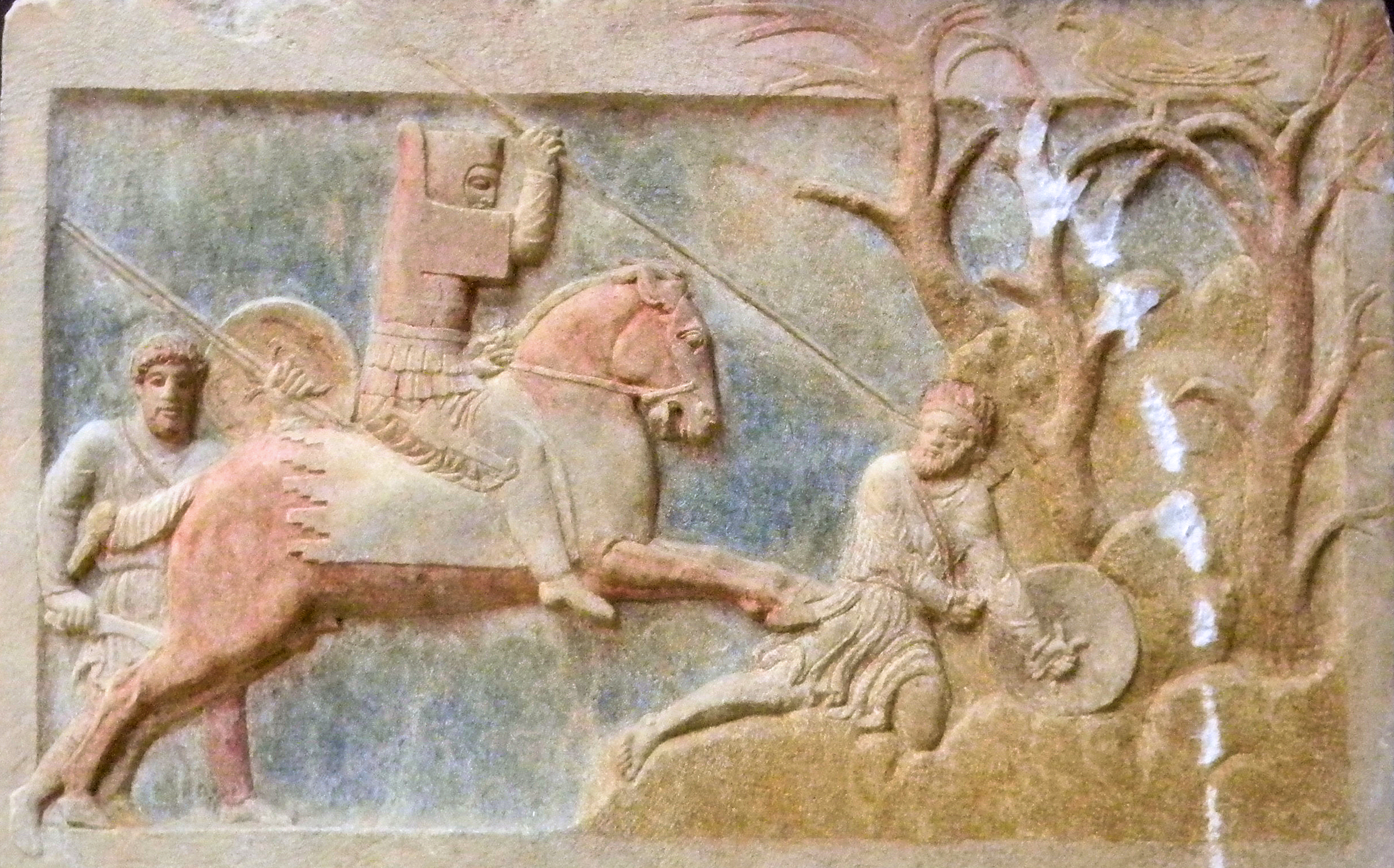

古希臘輕裝部隊是中下階層所組成的希臘輕裝步兵及希臘輕盾兵（希臘稱 psiloi 及 peltast），他們多是農夫、工人、甚至是奴隸。這讓城邦間的戰爭有了時間上的根本限制，畢竟士兵們終究需要回到自己的職業上，尤其是農夫。因此戰爭主要被限定在夏季，且戰爭的戰略目標也是短期可到達的，或許來返一個星期就結束了。
不論是希臘方陣或是羅馬軍團，輕裝部隊通常被擺放在主力的前面（希臘稱 psiloi 或 peltast）作為前衛，這些輕裝步兵的武器包括鏢槍、弓箭、投石器等，作用在擾亂敵人。等到兩軍一接近，他們就退到主力的後方或側翼。主力部隊一概都是前進接敵，不會隨便後退。希臘方陣能投擲鏢槍的只有 peltast 和 psiloi，他們在雙方主力部隊接近時只能從 8 到 12 人深的方陣後方投擲鏢槍，老實說由於視線不良，準確度及效率並不高。重裝步兵並沒有配備鏢槍。當敵方敗退時，有時會遭到希臘輕裝步兵、希臘輕盾兵（peltast）或輕騎兵追擊。

## 裝備
每一個希臘步兵需自行負擔自己的裝備，也僅有經濟基礎負擔得起的公民才能獲得裝備並以希臘重裝步兵方式作戰，就像是羅馬共和國一樣，由中間階級組成步兵主幹。然而因為每個人經濟水準不同，身上的裝備也有所差異。甚至同一裝備設計上也沒有一個嚴格的統一標準，但在整體上裝備都無疑趨向當時那個時代的設計。

### 胸甲
由於農民收入不高，如果上了戰場，他只能負擔的起大盾，長槍，可能還有一個頭盔和另一把武器，沒辦法擁有自己的鎧甲。經濟基礎稍好一點的會有亞麻胸甲（linothorax），它是由多層亞麻布黏製而成的堅硬甲衣，厚度為5公分，通常也會另加上鱗狀甲或其它的盔甲片的方法加強強度。亞麻胸甲是希臘重裝步兵最廣泛使用的胸甲，它經濟實際，並有可靠的防護效果。

## 外部連結
- 軍事札記─古代篇 （页面存档备份，存于）